# 瓦西莉萨·斯捷潘诺娃
瓦西莉萨·安德烈耶芙娜·斯捷潘诺娃（俄语：Василиса Андреевна Степанова，1993年1月26日—），旧姓科斯特戈娃（Костыгова），俄罗斯女子赛艇运动员，2019年欧洲赛艇锦标赛女子八人单桨有舵手铜牌得主、2020年夏季奥林匹克运动会女子双人单桨无舵手银牌得主。